# Ari Burnu-temető
Az Ari Burnu-temető (Ari Burnu Cemetery) egy első világháborús nemzetközösségi sírkert a Gallipoli-félszigeten.

## Története
A szövetséges csapatok 1915. április 25-26-án szálltak partra a Gallipoli-félszigeten azzal a céllal, hogy kikényszerítsék Törökország kilépését a háborúból, az új front megnyitásával tehermentesítsék a nyugati frontot és utánpótlási utat nyissanak Oroszország felé.
Az ARi Burnu-temető az ANZAC-csapatok partraszállási zónáját északról határoló dombról kapta a nevét. A sírkert az Ecebat és Bigali közötti út mellett, a tengerparton fekszik, nagyjából ezer méterre észak-északnyugatra a Lone Pine katonai temetőtől.
A temetőt 1915-ben hozták létre, majd két másik sírkert 1926-1927-es felszámolásával bővítették. A Kilid Bahr angolszász-francia temető a félsziget keleti felén volt, öt brit katona és egy tengerész, négy-négy ausztrál és indiai került át onnan. A Consular-temető a félsziget északi végéhez esett közelebb, onnan három brit katona maradványait fogadta be az Ari Burnu.
A temetőben 253 katonát temettek el. A földi maradványok közül 42-t nem sikerült azonosítani, de külön emléktábla emlékezik meg arról az öt hősi halottról, aki valószínűleg itt nyugszik. Az azonosítottak közül 149 ausztrál, 33 új-zélandi, 26 brit, három indiai volt.